# 쑨루이 (가수)
쑨루이(중국어 간체자: 孙芮, 정체자: 孫芮, 병음: Sūn Ruì, 한자음: 손예, 영어: Three Sun, 1995년 7월 29일 ~ )는 중국의 아이돌이자 가수, 배우이다. 중국의 걸 그룹 SNH48 Team SⅡ의 일원이다. 소속사는 STAR48이다. 팬덤명은 「루이스쥔」 (RSJ)이며, 상징색은 「백야 화이트」 (极昼白)이다.  

## 음악 작품

### 미니 앨범
| #   | 앨범 정보 | 트랙 리스트                                              | 각주                     |
| 1st | 《Sugarfree》 - 포맷: CD · 디지털 다운로드 · 스트리밍 - 발매일: 2021년 1월 11일 - 장르: C-POP - 유형: CD, 디지털 앨범 - 언어: 중국어, 영어 - 레이블: STAR48 | 트랙 리스트 1. Sugarfree 2. FOX 3. 끝없는 화려함(终无艳) | 대한민국, 일본 동시 발매 |

### 싱글
| 발매일          | 싱글              | 설명 | 각주 |
| 2020년 11월 3일 | 《Keep Fighting》 | - 작사: HuSWan - 작곡: Mozark.D - 편곡: HuSWan - 프로듀서: 송위빈(宋予宾) - 레이블：텐센트 뮤직 엔터테인먼트 그룹(腾讯音乐娱乐集团) |      |